# 英国铁路2型客车
英國鐵路2型客車（英語：British Railways Mark 2）是英國鐵路（一間國營全國性鐵路公司，现已结业）的第二代標準化鐵路客車。存在多種艙位及多個改進型、衍生型號。同时有英国国内用户和海外用戶。製造於1963年至1975年間，全部由英國鐵路自有工厂制造，1969年及以后的制造工作由英国铁路工程公司（英國鐵路的下属单位）负责。“英国铁路2型客车”曾为英国铁路城际列车网络的主力车型。但在1994年英國鐵路分拆私有化後，许多“英国铁路2型客车”被新型铁路客车取代。“英国铁路2型客车”在退出英国大部分干线铁路运营后，开始逐步转向观光铁路运行。自1996年起，超过140节“英国铁路2型客车”出口至新西兰，用于干线铁路，计划使用至2020年。截至2009年7月20日，英國鐵路網公司仍将“英国铁路2型客车”用作轨道检测车。
“英国铁路2型客车”采用钢制车体，强度和抗腐蚀性能均比前代产品“英国铁路1型客车”有所加强。规避了“英国铁路1型客车”因抗腐蚀性能差而导致的维护成本过高的问题。包括窗户在内的多处亦进行了修改。“英国铁路2型客车”的涂装在运营初期多使用蓝灰相间的涂装（部分早期型号亦有使用其它涂装），同时期的“英国铁路1型客车”也大量采用和“英国铁路2型客车”相同的蓝灰相间涂装。与前代“英国铁路1型客车”由英国铁路下属的多间工厂和私营企业共同生产不同的是，“英国铁路2型客车”和后一代产品“英国铁路3型客车”均由英国铁路在德比的工厂生产。
“英国铁路2型客车”的后期型号（2D型及以后型号）上使用的一些技术在下一代产品“英国铁路3型客车”上仍被沿用。“英国铁路3型客车”的长度为23米，比“英国铁路2型客车”19.66米的长度更长。“英国铁路3型客车”两个转向架间使用裙板隐藏设备与“英国铁路2型客车”有很大的不同。在“英国铁路2F型客车”还使用了一些包括新型座椅、塑料内装饰板、自动通道门等在后来的“英国铁路3型客车”使用的新技术（“英国铁路3型客车”与高速动车组“城际125型动力集中式柴油动车组”一同研发，并作为该型动力集中式动车组的无动力拖车）。

## 型号发展（仅英国铁路）

### 原型车
“英國鐵路2型客車”的原型车是一节包厢一等座车，1963年制造，编号为13252。现保存在英国的遗迹铁路——中诺福克铁路。

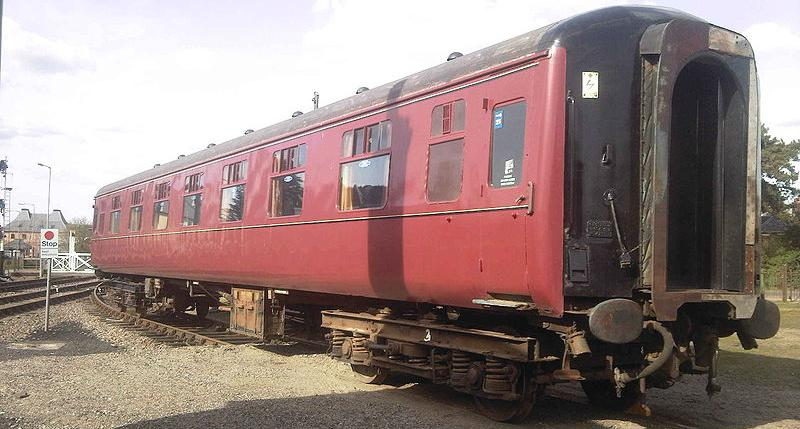
“英國鐵路2型客車”原型车包厢一等座车（编号：13252），2009年4月拍摄于英国的中诺福克铁路（英语：Mid-Norfolk Railway）

### 2型
1964年—1966年制造。“英國鐵路2型客車”正式定型后的基本型。设有新风系统，并使用实木内装饰板。因使用真空制动，故可以和“英国铁路1型客车”连挂运行。供暖系统为水暖、电暖双重供暖。后期部分运行在愛丁堡↔格拉斯哥之间由“英国铁路27型柴油机车”推挽式牵引的该型车厢改为气动碟刹。

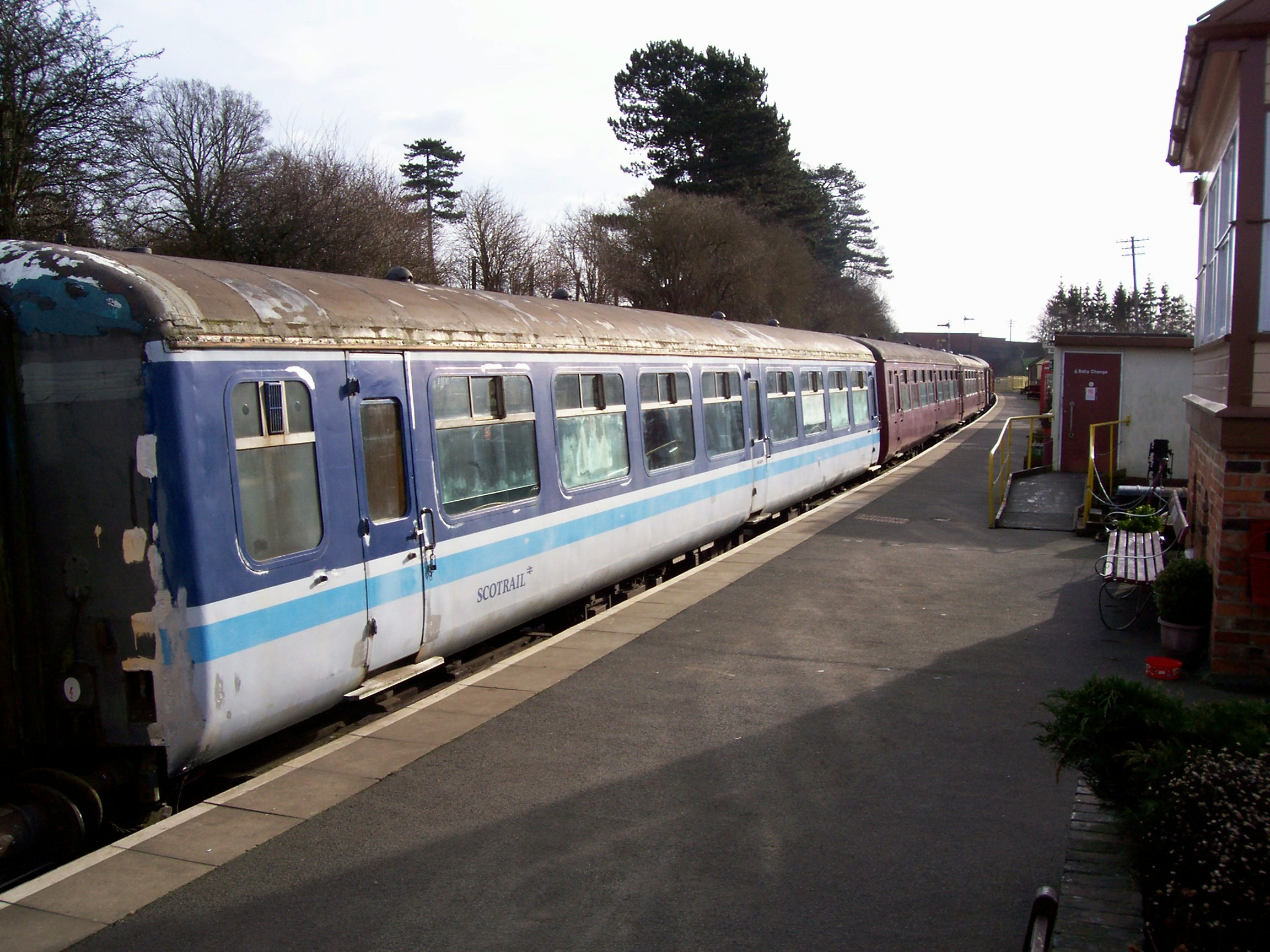
“英国铁路2型客车”5174号、5132号和9102号，2008年1月26日拍摄于英国的北安普敦和兰波特铁路（英语：Northampton and Lamport Railway）。

### 2A型
1967—1968年制造。参考了“英国铁路1型客车（1964年实验型）”。使用空气制动。车厢两端设有门厅，走廊门为绿色塑料折叠门。

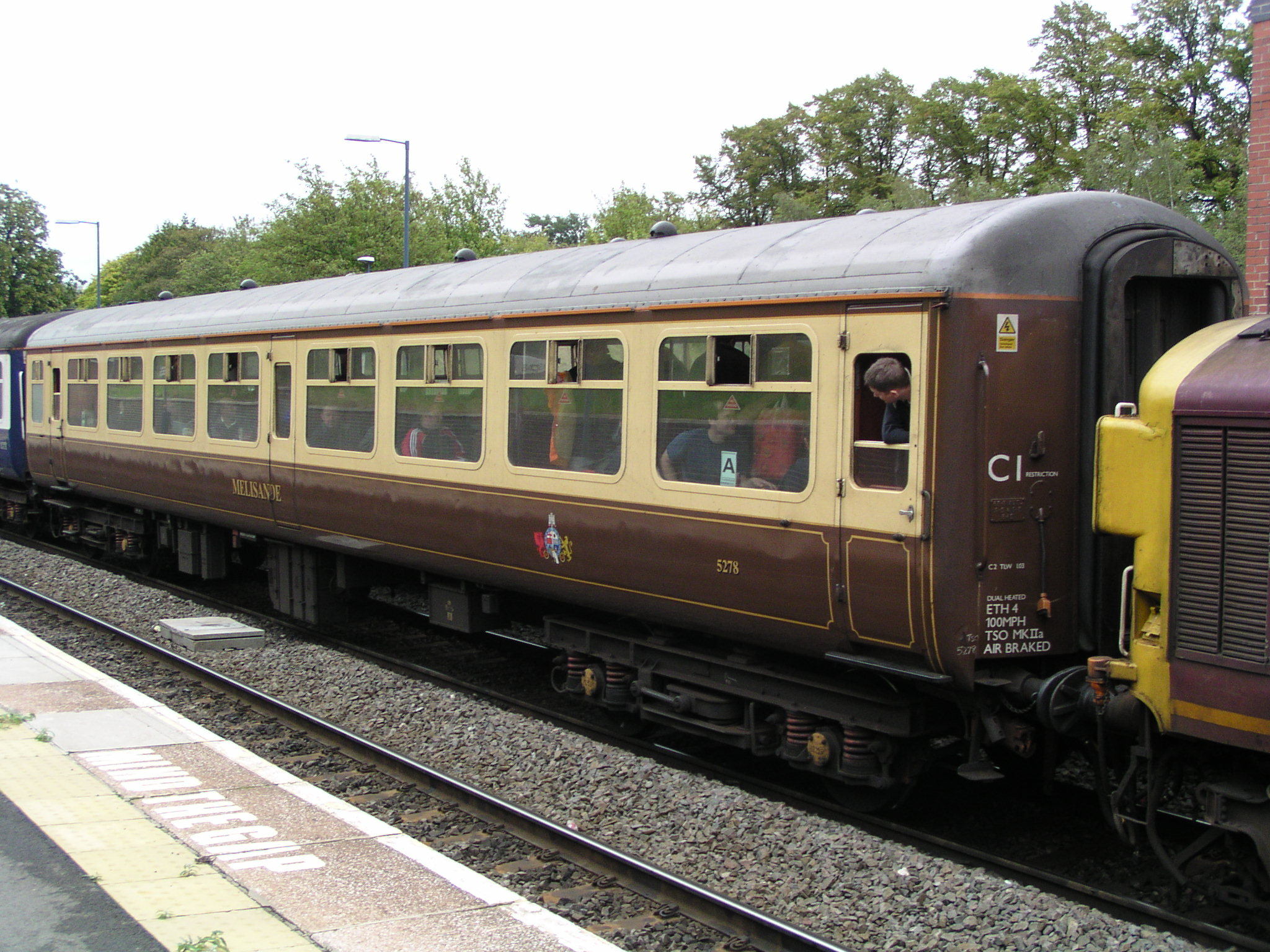
“英国铁路2A型客车”开放式旅行二等座车，编号：5278，2004年9月18日拍摄。

### 2B型
1969年制造。取消车厢中间的车门。洗手间较之前型号由车厢一端两个改为两端各一个。与“2C型”一样，为安装空调预留空间而降低车厢内部天花板高度（事实上从未安装空调）。车厢两端设有门厅，走廊门为红色塑料折叠门。

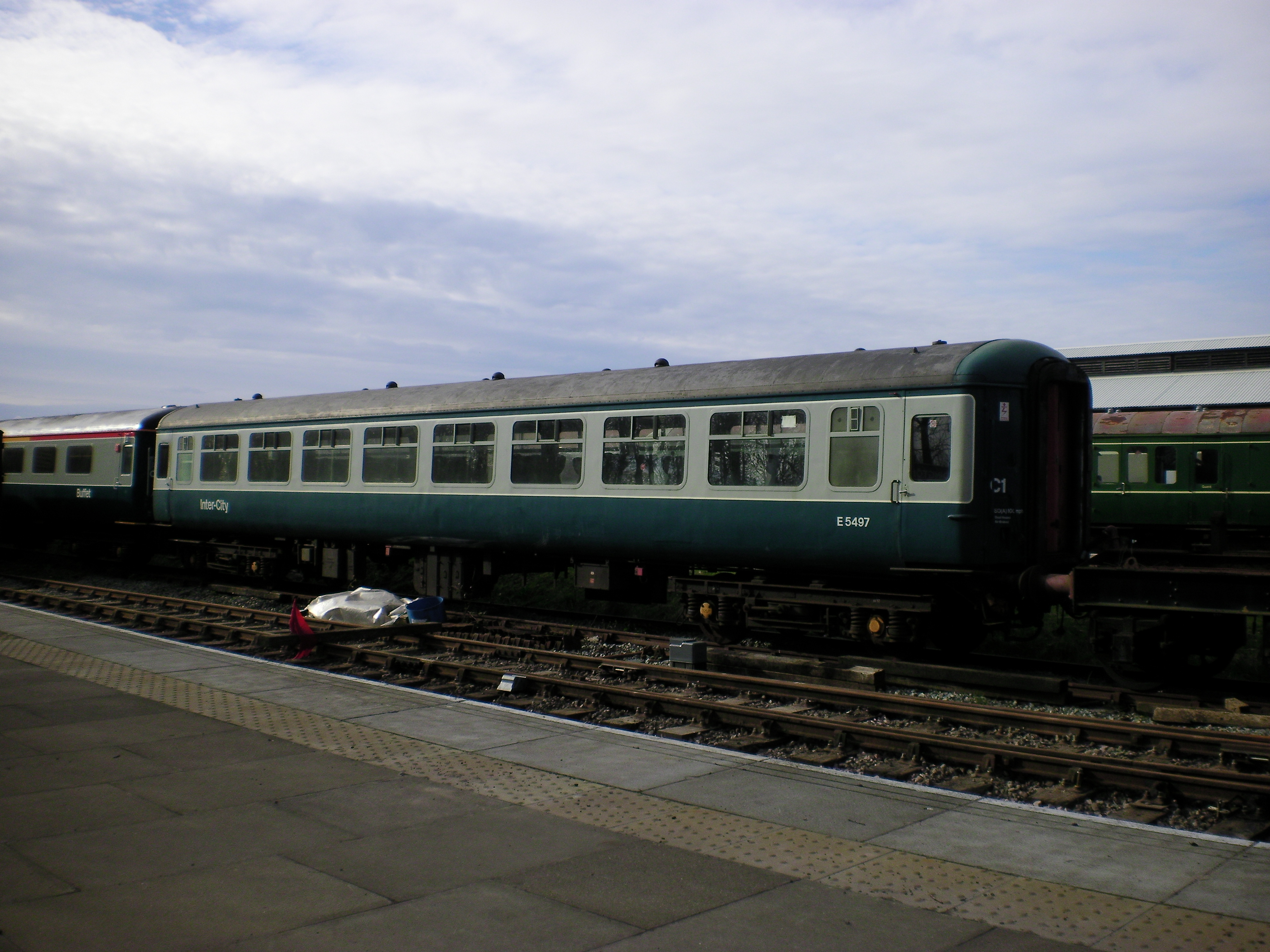
“英国铁路2B型客车”开放式旅行二等座车

### 2C型
1969年—1970年制造。与“2B型”一样，为安装空调预留空间而降低车厢内部天花板高度（事实上从未安装空调）。车厢两端设有门厅，走廊门为红色塑料折叠门。

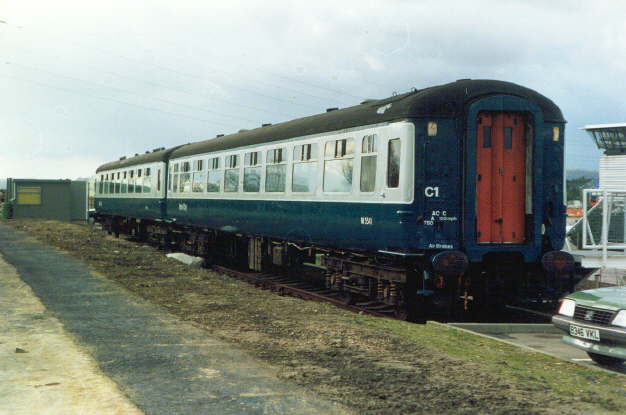
“英国铁路2C型客车”开放式旅行二等座车，编号：5541，使用英国铁路蓝灰相间涂装，1994年拍摄。

### 2D型
1971年—1972年制造。同时安装有新风系统和空调。窗户尺寸减小且不能开启。“英國鐵路2型客車”该型及后续型号的供暖设施仅包括电供暖。“英國鐵路2D型客車”中的“包厢一等座车”、“包厢一等座车/守车合造车”是英国铁路最后一代非动车组包厢非卧铺车厢。车厢两端设有门厅，走廊门为红色塑料折叠门。

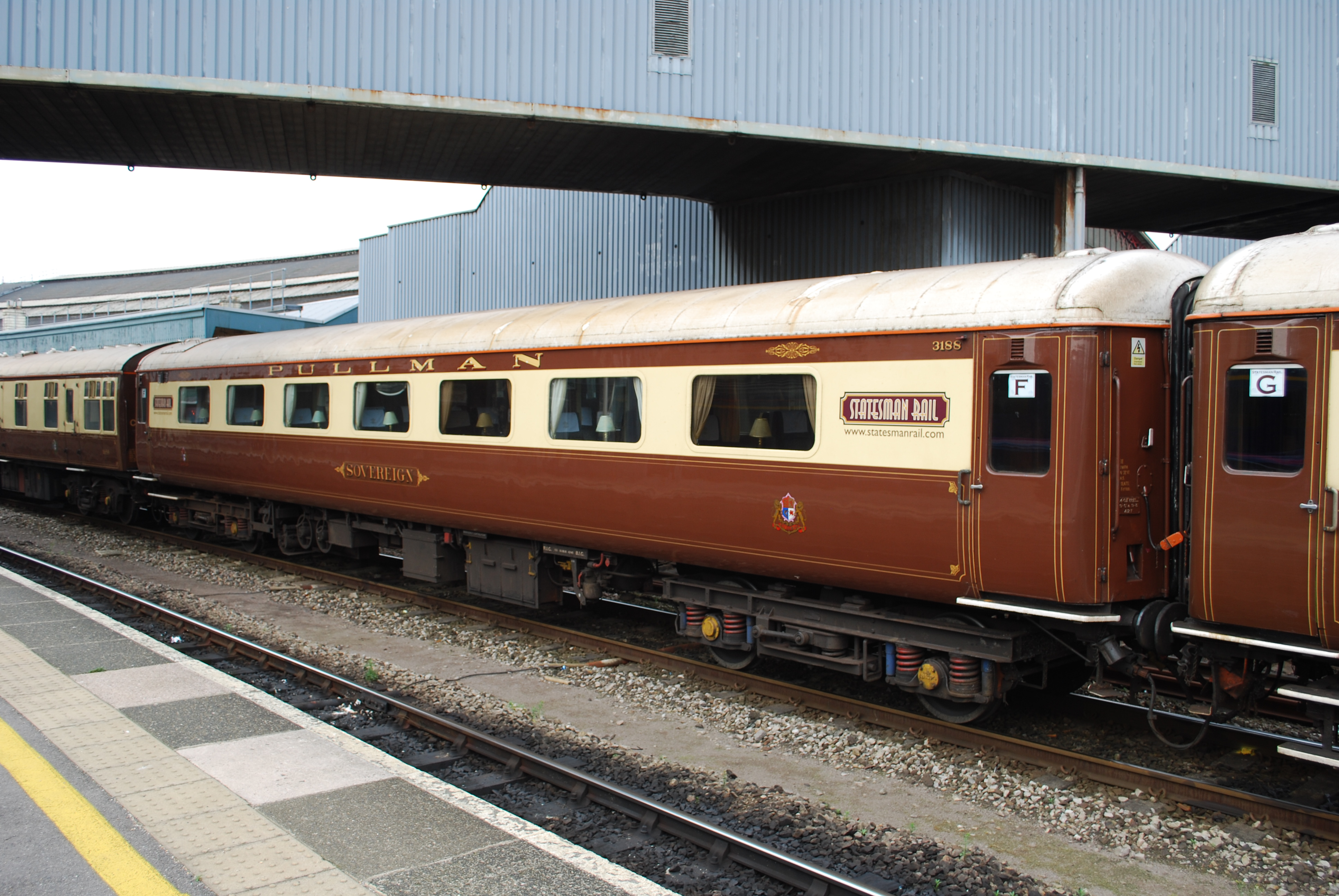
“英国铁路2D型客车”开放式一等座车

### 2E型
1972年—1974年制造。大件行李架安装在卫生间对面并缩小了尺寸。车厢两端设有门厅，走廊门为奶油色塑料折叠门。

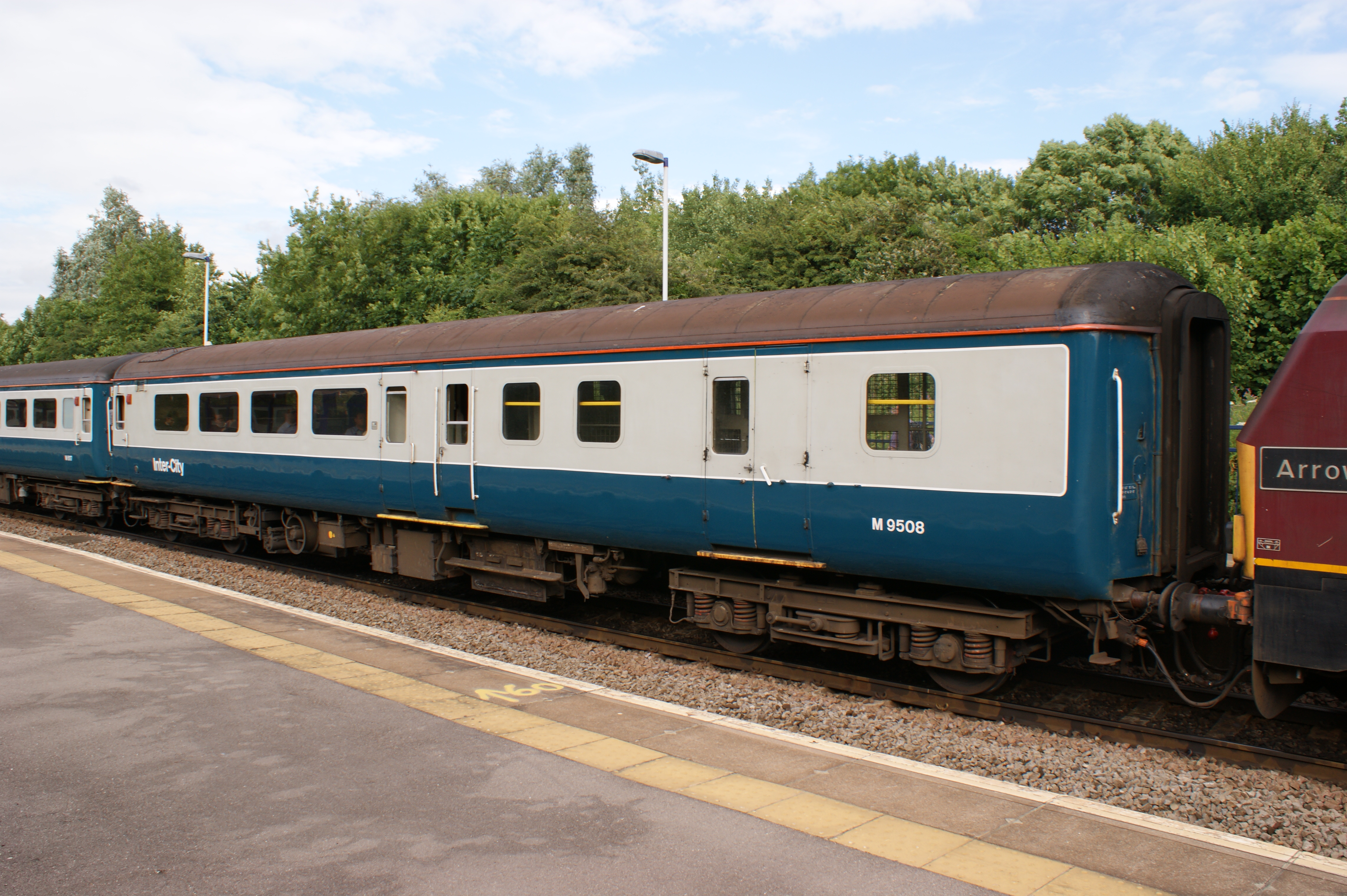
“英国铁路2E型客车”开放式二等座车/守车合造车

### 2F型
1973年—1975年制造。车厢内部使用塑料装饰版。部分该型车厢使用新设计的“城际70型座椅（英文原名：InterCity 70或IC70）”，部分该型车厢中的开放式旅行二等座车仍使用与“英国铁路2型客车”早期版本相同的座椅。“英国铁路2F型客车”的一些特征包括改进的座椅设计、空调车厢等在后来的“英国铁路3型客车”原型车上仍被沿用。车厢两端设有门厅，走廊门为奶油色塑料折叠门。

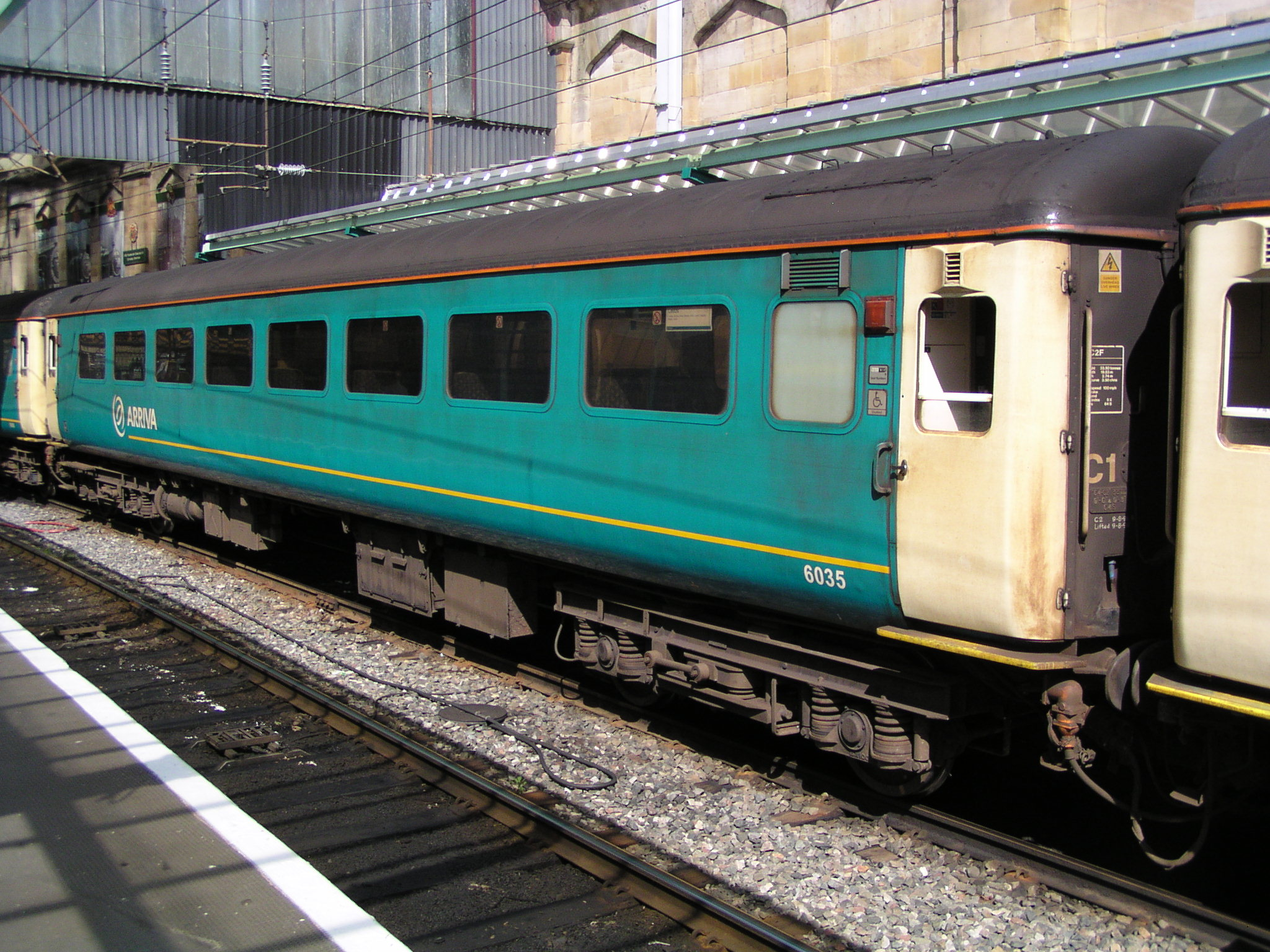
愛瑞發使用的“英国铁路2F型客车”开放式旅行二等座车，2004年8月27日拍摄于卡萊爾站。
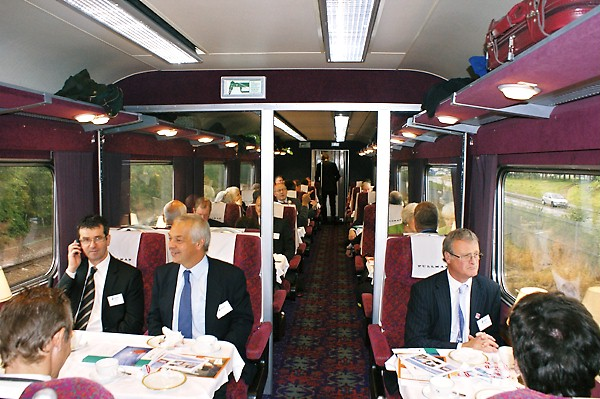
“英国铁路2F型客车”开放式一等座车内部。

## 用于“曼彻斯特普尔曼”和“利物浦普尔曼”
英国铁路曾在1966年至1985年间，将“英国铁路2型客车”用于名为曼彻斯特普尔曼的豪华旅客列车。这些豪华铁路客车在普通的一等座车的基础上进行升级，包括向内打开的车门和车厢内部的胡桃木装饰板。仅建造了29节车厢。使用珍珠灰底加窗口附近蓝色的外涂装，与20世纪60年代末至70年代英国铁路标准蓝灰相间的涂装截然不同。豪华旅客列车利物浦普尔曼在1974年之前也使用相同的车厢。

## 制造及使用一览表（仅英国铁路）
| 型号   | 种类                      | 数量 | 初始编号（号段）        |
| ------ | ------------------------- | ---- | ----------------------- |
| 2型    | 普尔曼餐车/一等座车合造车 | 8    | 500–507                 |
| 2型    | 普尔曼一等座车            | 14   | 540–553                 |
| 2型    | 普尔曼一等座车/守车合造车 | 7    | 580–586                 |
| 2C型   | 开放式一等座车            | 18   | 3152–3169               |
| 2D型   | 开放式一等座车            | 47   | 3170–3216               |
| 2E型   | 开放式一等座车            | 55   | 3221–3275               |
| 2F型   | 开放式一等座车            | 164  | 3276–3439               |
| 2型    | 开放式旅行二等座车        | 59   | 5070–5228               |
| 2型    | 开放式二等座车            | 28   | 5229–5256               |
| 2A型   | 开放式旅行二等座车        | 177  | 5257–5433               |
| 2B型   | 开放式旅行二等座车        | 64   | 5434–5497               |
| 2C型   | 开放式旅行二等座车        | 118  | 5498–5615               |
| 2D型   | 开放式旅行二等座车        | 128  | 5616–5743               |
| 2E型   | 开放式旅行二等座车        | 160  | 5744–5804 5809–5907     |
| 2F型   | 开放式旅行二等座车        | 277  | 5908–6184               |
| 2型    | 开放式二等座车/守车合造车 | 36   | 9381–9416               |
| 2A型   | 开放式二等座车/守车合造车 | 22   | 9417–9438               |
| 2C型   | 开放式二等座车/守车合造车 | 40   | 9439–9478               |
| 2D型   | 开放式二等座车/守车合造车 | 17   | 9479–9495               |
| 2E型   | 开放式二等座车/守车合造车 | 14   | 9496–9509               |
| 2F型   | 开放式二等座车/守车合造车 | 30   | 9510–9539               |
| 原型车 | 包厢一等座车              | 1    | 13252                   |
| 2型    | 包厢一等座车              | 70   | 13361–13406 13410–13433 |
| 2A型   | 包厢一等座车              | 42   | 13434–13475             |
| 2B型   | 包厢一等座车              | 38   | 13476–13513             |
| 2C型   | 包厢一等座车              | 48   | 13514–13561             |
| 2D型   | 包厢一等座车              | 49   | 13562–13610             |
| 2型    | 包厢一等座车/守车合造车   | 28   | 14028–14055             |
| 2A型   | 包厢一等座车/守车合造车   | 48   | 14056–14103             |
| 2B型   | 包厢一等座车/守车合造车   | 9    | 14104–14112             |
| 2C型   | 包厢一等座车/守车合造车   | 26   | 14113–14138             |
| 2D型   | 包厢一等座车/守车合造车   | 34   | 14139–14172             |

## 基于英国铁路2型客车开发的动车组
与“英国铁路1型客车”一样，“英国铁路2型客车”亦被作为动车组的一部分。英國鐵路（一間國營全國性鐵路公司，1948年成立，现已结业）的许多使用架空电缆供电的电力动车组均将“英国铁路2型客车”作为其一部分。其中第一型为1965年投入使用的“英国铁路AM10型电力动车组”（后改称“英国铁路310型电力动车组”），搭载英国铁路全业务处理系统，运行在伦敦尤斯顿站至西米德兰间的铁路上。1975年投入使用的“英国铁路312型电力动车组 ”是英国铁路310型电力动车组的衍生型号，用于通勤列车。1974年投入使用的北爱尔兰铁路80型内燃动车组基于“英國鐵路2型客車”。台湾铁路管理局1978年投入使用的“台鐵EMU100型電聯車”亦为英國鐵路工程公司基于“英国铁路2型客车”研制，采用5节编组，共制造13列，2009年退出常规服务。

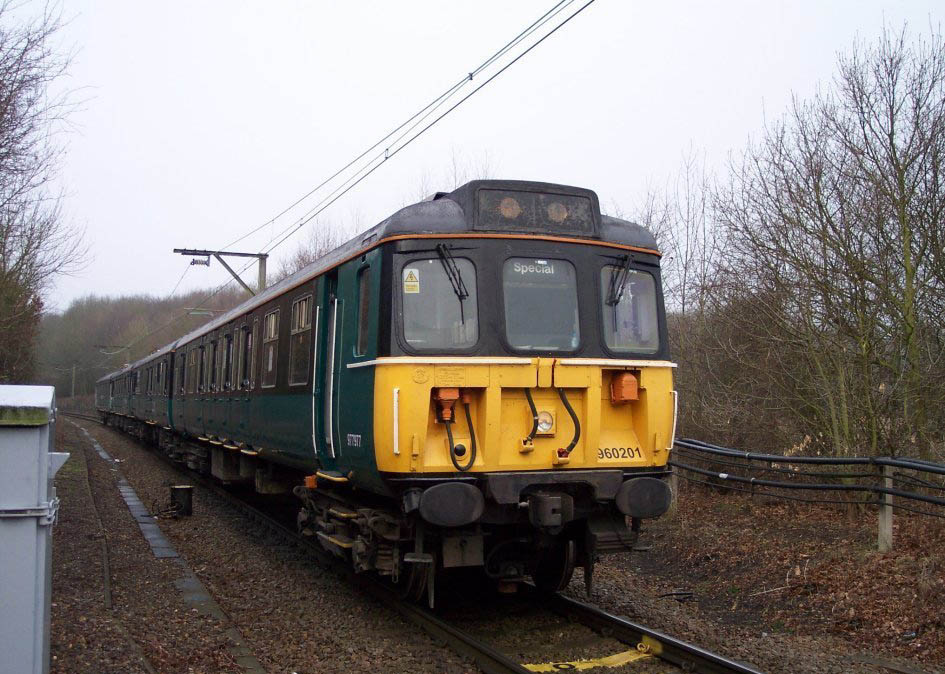
英国铁路310型电力动车组（英语：British Rail Class 310）
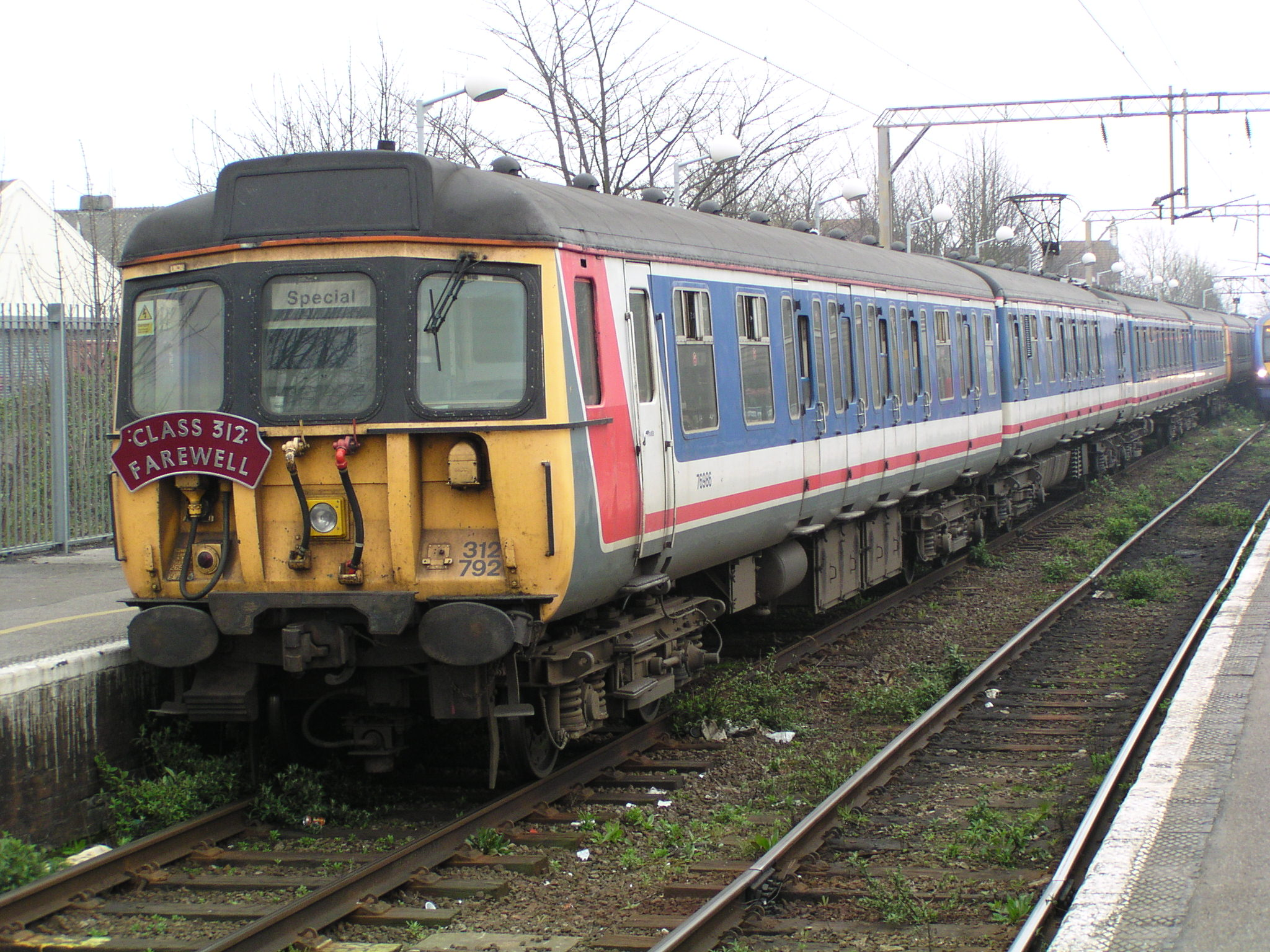
英国铁路312型电力动车组（英语：British Rail Class 312）
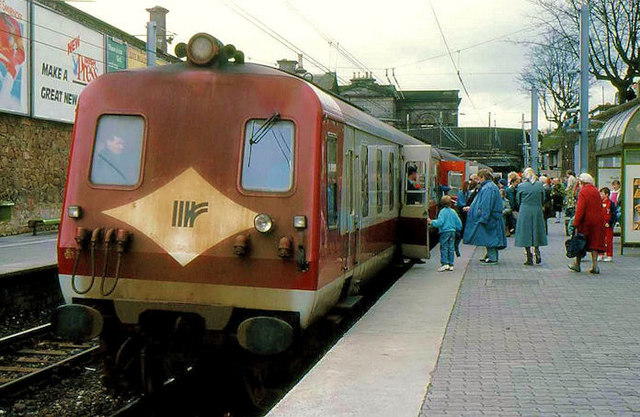
北爱尔兰铁路80型内燃动车组（英语：NIR Class 80）
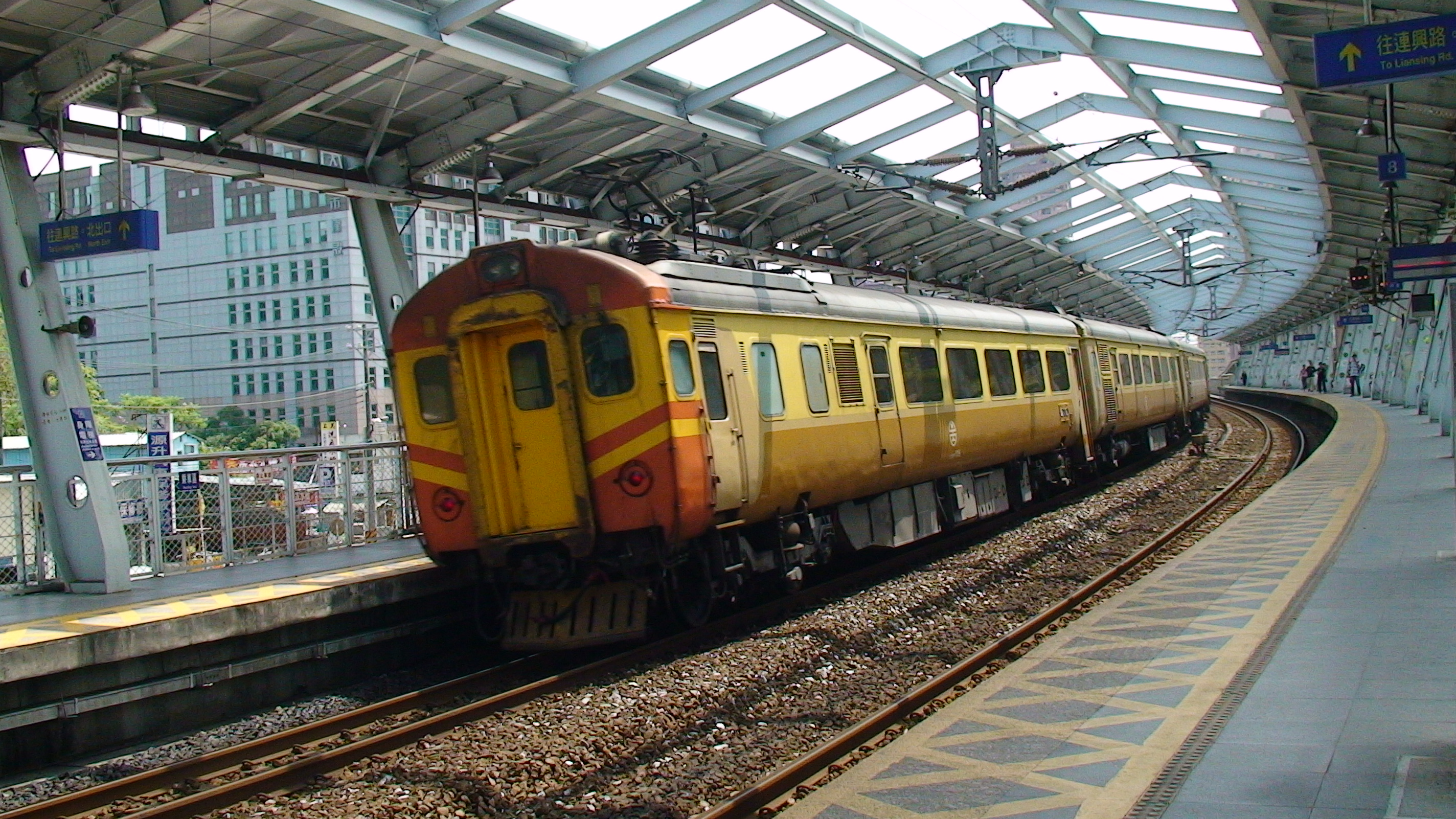
台鐵EMU100型電聯車

## 其它铁路业者使用

### 北爱尔兰铁路
1970年，英国铁路业者北爱尔兰铁路购入一批全新“英国铁路2B型客车”，用于连接英国贝尔法斯特和爱尔兰都柏林的国际列车——奋进号列车。這批車廂的初始塗裝為褐紅色与藍色相間的塗裝，使用英國鐵路工程公司製造的褐紅色塗裝北愛爾蘭鐵路101型柴電機車（軸式為Bo-Bo）。20世紀80年代開始使用淺灰底加窗口下方藍色粗線條的塗裝。1996年，奋进号列车所使用的“英国铁路2B型客车”被法国制造的新车厢取代。

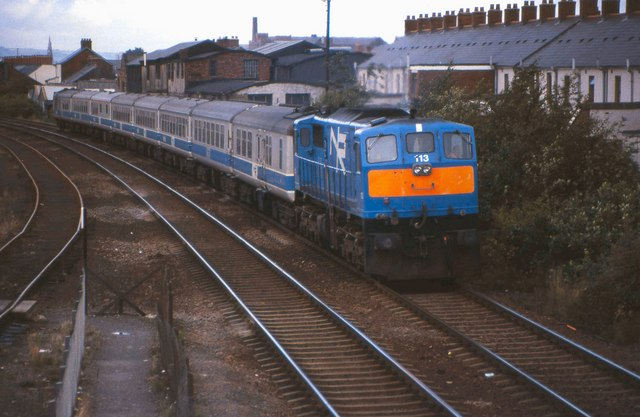
由“北爱尔兰铁路111型柴电机车（英语：CIE 071 Class/NIR Class 111）”和“英国铁路2B型客车”組成的由北愛爾蘭鐵路擔當的奮進號列車。车厢部分使用淺灰底加窗口下方藍色粗線條的塗裝。1988年拍摄于英国北爱尔兰的阿德莱德站。

2001年，北爱尔兰铁路购买1列包含8节“英国铁路2F型客车”的二手“英国铁路488型动车组”。这批列车之前曾用于连接伦敦维多利亚车站↔蓋特威克機場站的蓋特威克機場快線。 這批“英国铁路2F型客车”在北爱尔兰铁路的編號號段為8941—8948。该列车在北爱尔兰铁路时还包括一节发电车（编号：8811）。这批“英国铁路2F型客车”于2005年1月19日退役并被北爱尔兰铁路3000型柴油动车组。这批“英国铁路2F型客车”后又于2006年9月重新上线运营，用以增加每天早间、上午运行在小河津↔贝尔法斯特之间旅客列车的运力，由“北爱尔兰铁路111型柴电机车”牵引。

### 爱尔兰铁路遗产保护协会
爱尔兰铁路遗产保护协会亦持有一批“英國鐵路2型客車”。部分在2000年代時在英國所屬的北愛爾蘭用於由蒸氣機車牽引的觀光列車，其以爱尔兰铁路遗产保护协会在怀特黑德的车厂为基地，有时使用内燃机车牵引。爱尔兰铁路遗产保护协会亦持有一批运行在英国贝尔法斯特和爱尔兰都柏林之间的奋进号列车淘汰“英国铁路2型客车”（原先分属北爱尔兰铁路和爱尔兰铁路）。
爱尔兰铁路遗产保护协会还曾购入8节蓋特威克機場快線淘汰“英国铁路2型客车”以及北爱尔兰铁路淘汰“英国铁路2型客车”发电车，这些车厢在2017年时分别存放在鄧多克和怀特黑德。

### 唐帕特里克和唐郡铁路
2014年9月24日，英国北爱尔兰的观光铁路唐帕特里克和唐郡铁路的藏品中增加了一节原属北爱尔兰铁路的“英国铁路2型客车”带驾驶室开放式二等座车。该车厢在配属北爱尔兰铁路期间从未载客运营或离开约克路车厂（York Road depot）。 

### 爱尔兰交通集团和下属的爱尔兰铁路[註 4]
1972年，爱尔兰交通集团曾向英国铁路工程公司购入72卡“英国铁路2D型客车”。这批车卡为空调车卡，使用B4型转向架和真空制动。这批车厢包括6节一等座车（编号号段：5101—5106）、9节一等座/二等座合造车（编号号段：5151—5159）、36节二等座车（编号号段：5201—5236）、11节餐车/二等座合造车（编号号段：5401—5411）、11节发电车（编号号段：5601—5611）。内部装修在爱尔兰首都都柏林的羊岛进行。车厢内部与英国铁路使用的版本有很大的不同；座椅使用长椅，而不是英国铁路使用的独立式座椅；内部的装饰板采用了价格更高的实木板。
这批车卡的供电系统有别于英国铁路和北爱尔兰铁路。供电制式为220/380 V 50 Hz AC。空调系统有两条独立的供电线路供电，两者各负担一半。当其中一条供电线路故障时，空调供电减半，但车厢其它部分供电不受影响。这一设计在爱尔兰铁路后来所以的铁路客车中均能见到。
为适应乘客需求，其中5节一等座/二等座合造车（编号：5153、5154、5155、5156、5158）后改造为二等座车；编号为5408的餐车/二等座合造车改造为总统车厢（Presidential Coach）。
爱尔兰铁路曾于1989年用15台退役柴油机车向英国二手业者购买15卡英国退役“英国铁路2型客车”。愛爾蘭的舊式“英国铁路2A/B/C型客车”多数于2004年退役，并磨损严重，少部分在退役后得到保存。爱尔兰铁路最后一批“英国铁路2型客车”（即1972年购入的“英国铁路2D型客车”）先后于2007年至2008年间退役。2008年3月31日，爱尔兰铁路最后一班使用“英国铁路2型客车”的旅客列车开出，车次为0505次，线路为阿斯隆站↔都柏林休斯敦车站。退役后，编号为5106和5203的车厢由爱尔兰铁路遗产保护协会收藏，编号为5408的总统车厢（Presidential Coach）亦由爱尔兰铁路遗产保护协会收藏。

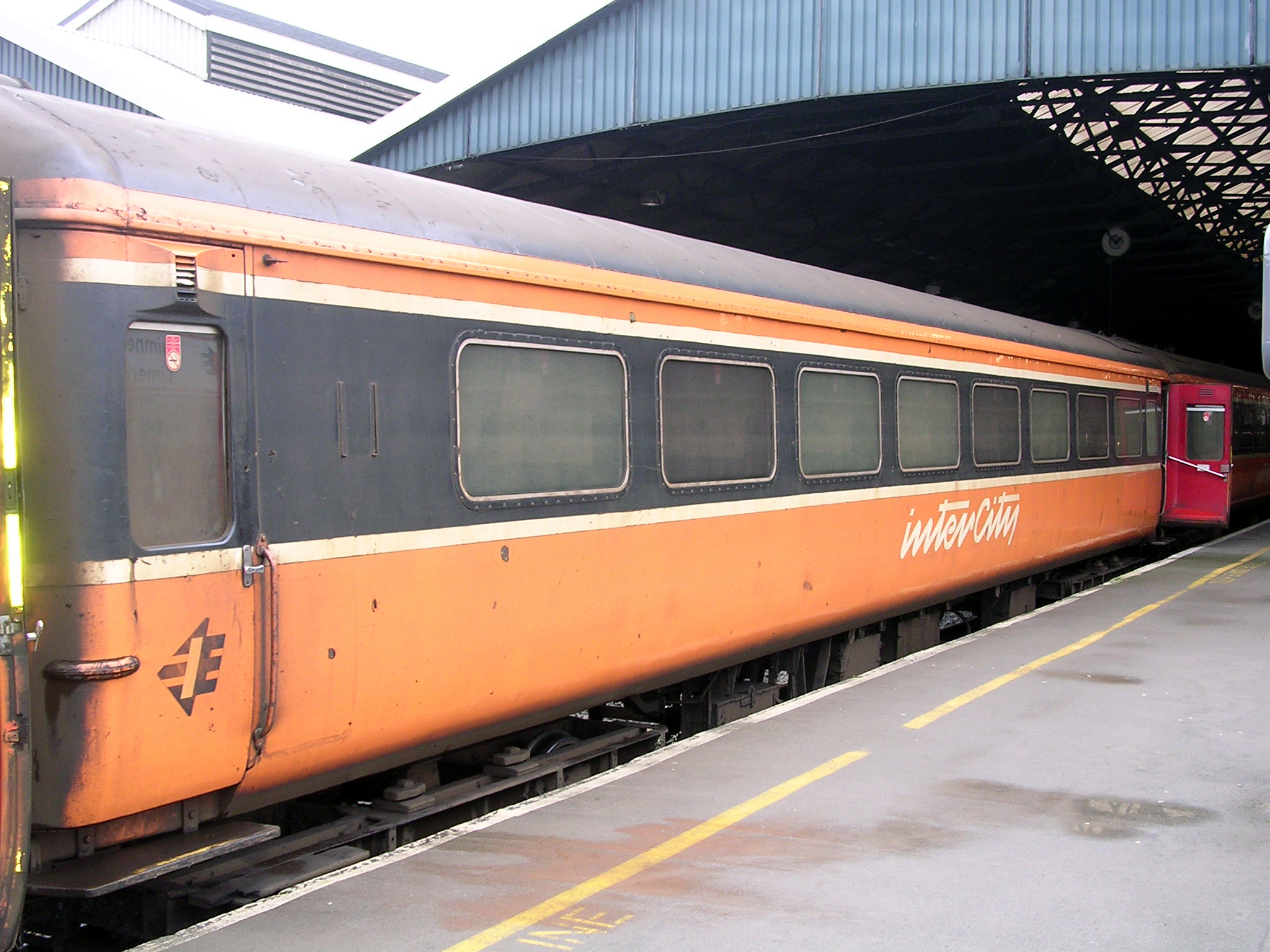
愛爾蘭鐵路使用的“英国铁路2D型客车”，2006年拍摄于利默里克站（英语：Limerick Colbert railway station）。

### 新西兰
新西兰亦有使用150卡英国淘汰的“英国铁路2型客车”包括2D型、2E型、2F型的一等座車和觀光二等座車。這批車廂在英國時的軌距為1435毫米（標準軌），出口至新西蘭后軌距改為1067毫米。 首批于1996年由泛新西兰铁路和新西兰干线蒸汽火车保护协会购得。新西兰铁路业者购买的英国退役“英国铁路2型客车“于1999年11月15日开始在新西兰上线运营，共7节，用于连接惠灵顿和以及北帕莫斯頓的通都列车。直至2015年，原属英国铁路的“英国铁路2型客车”仍在新西兰被用于通勤列车。所有在新西兰的“英国铁路2型客车”均沿用原英国铁路编号。

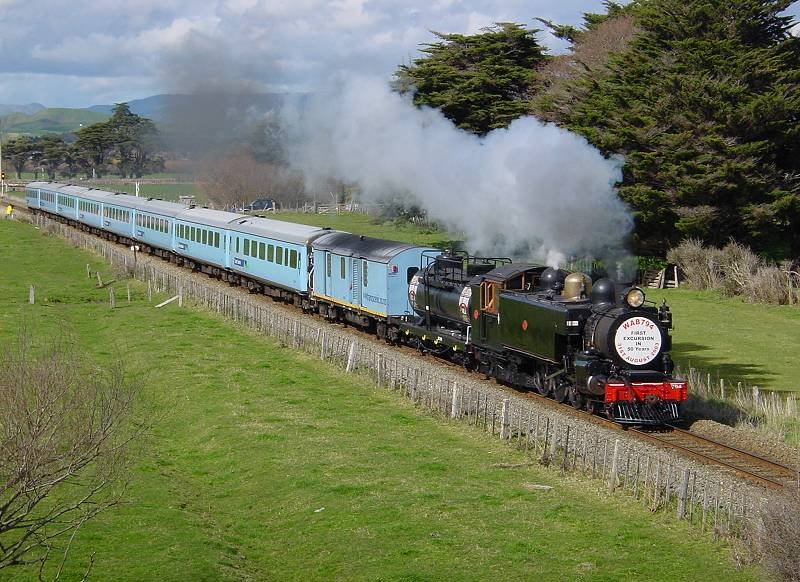
新西兰铁路WAB型蒸汽机车（英语：NZR WAB class）牵引“英国铁路2型客车出口新西兰型”，拍摄于新西兰北岛。
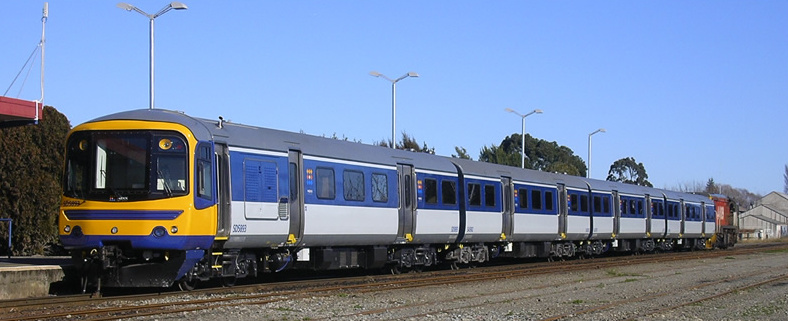
一列运行在奥克兰的推挽式通勤列车，使用“英国铁路2型客车”。

### 台湾铁路管理局
台湾铁路管理局所属的“台鐵EMU100型電聯車”基于“英国铁路2型客车”研制。由英国铁路工程公司位于约克的工厂制造。电气部分使用英国通用电气公司的产品。轨距为1067毫米。主要用于运行在台湾繁忙的的纵贯线上的自强号列车。共制造13列。
1977年2月（一说1976年）开始制造。1978年1月開始到10月經由海運抵達台灣，並且進行一連串的試運轉之後1978年8月15日開始運轉。並取代原本由DR2700型柴油車所行駛的光華號。然而列車行駛不到一個月就出現空調系統與機電系統故障的問題，加上電源車的主變壓器過重，導致轉向架強度減弱，影響到列車的行車安全緣故，因此全面將EMU100型停用，台鐵以及英国铁路工程公司互相進行修改架構，經過四個月的改善之下，1979年1月2日重新開始營運。2009年退出常规服务。

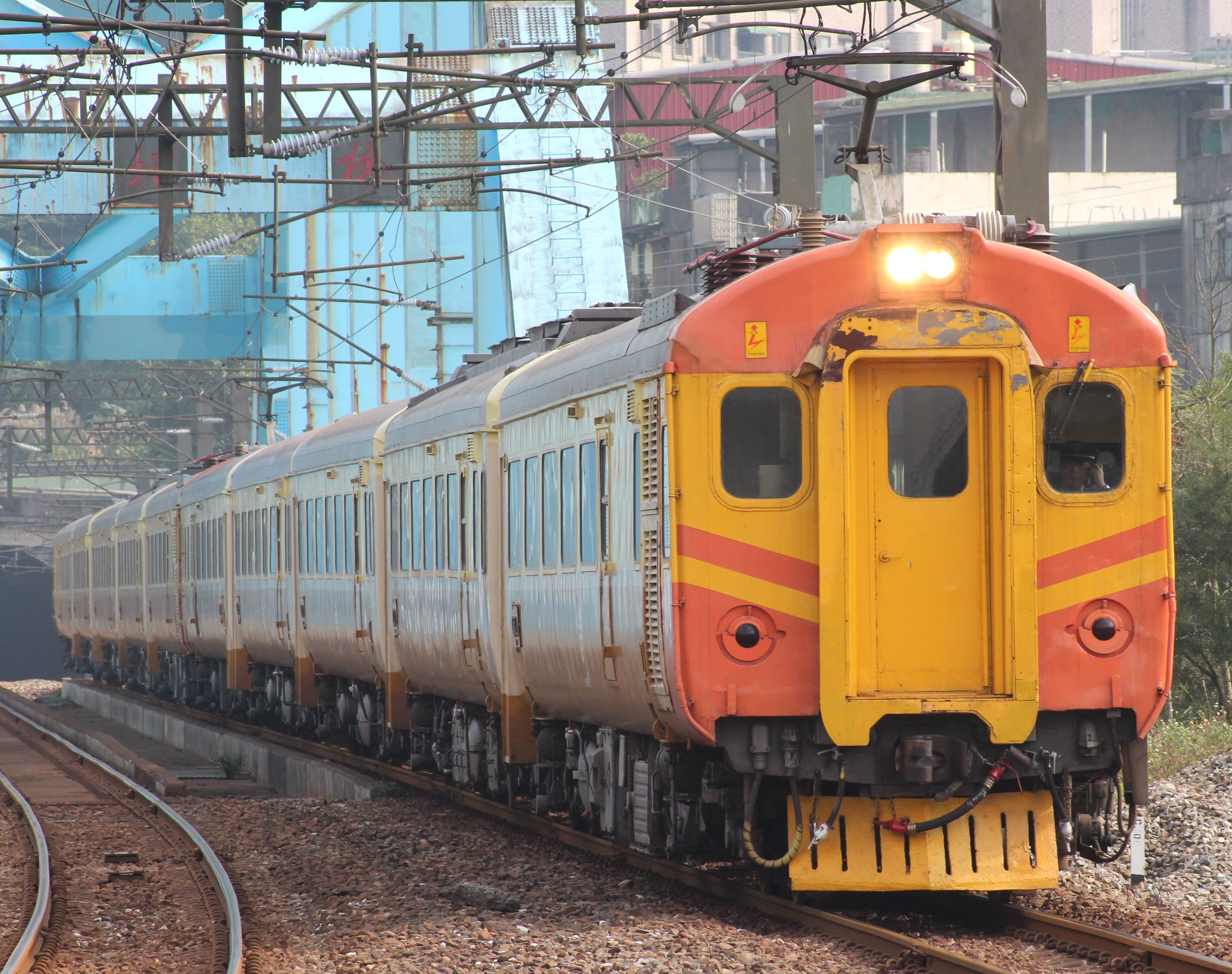
台鐵EMU100型電聯車外部
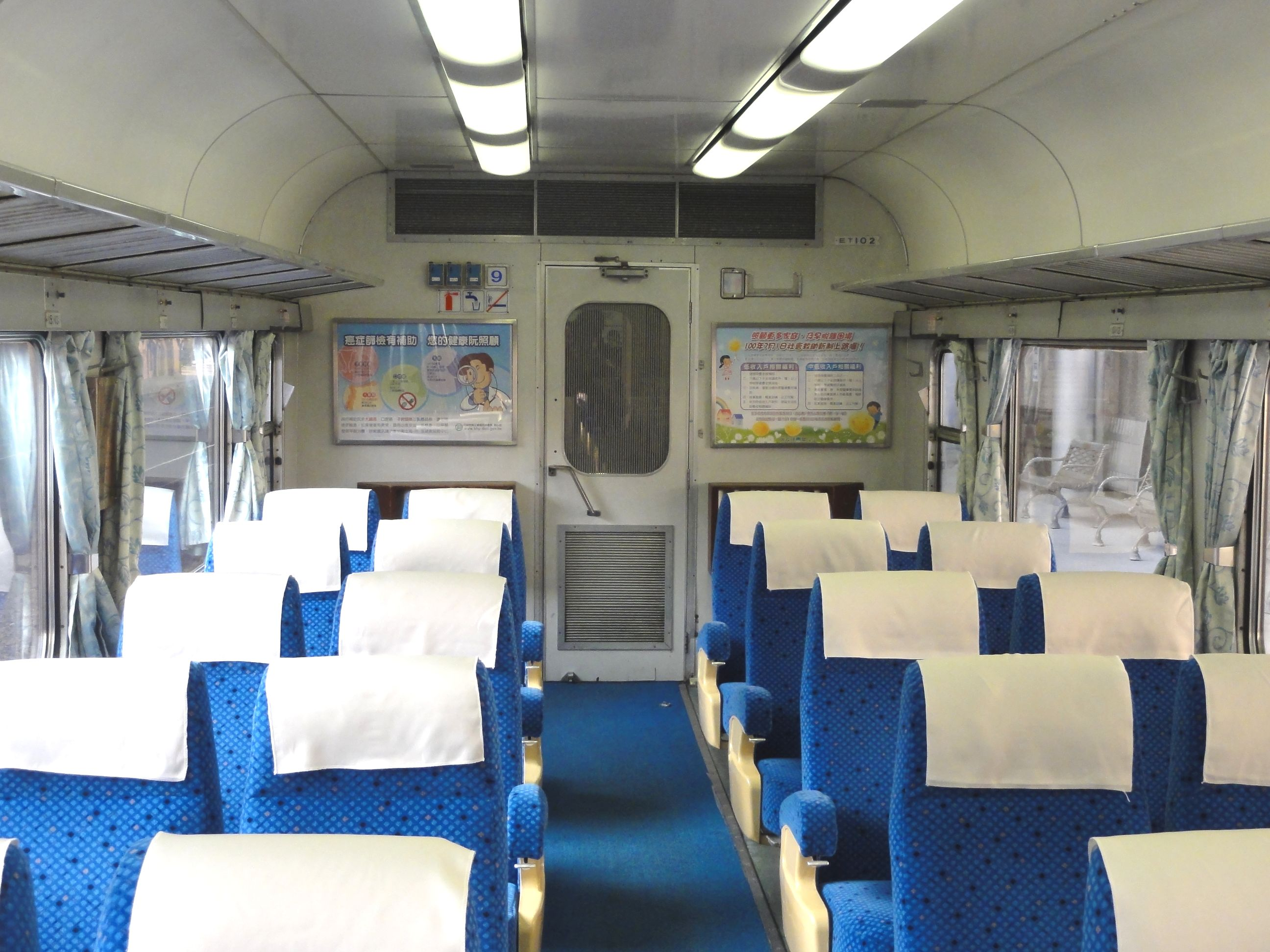
台鐵EMU100型電聯車内部

### 肯尼亚
肯尼亚铁路公司亦使用英国铁路工程公司基于“英国铁路2型客车”研制的铁路车辆，20世纪70年代后期制造。

## 技術參數
| 车体材质 | 钢                                                       |
| 车体结构 | 半模块化结构                                             |
| 車廂長度 | 19.66米                                                  |
| 构造速度 | 160千米/小时                                             |
| 转向架   | B4型或B5型                                               |
| 制动方式 | 踏面制軔、真空制动（原型） 踏面制軔、空气制动（A型—F型） |
| 轨距     | 1435毫米 1600毫米 1067毫米 1000毫米                      |
| 通风设施 | 新风系统 空调（1971年及以后）                            |